# 內斯特山
46°24′48″N 7°55′33″E / 46.41333°N 7.92583°E

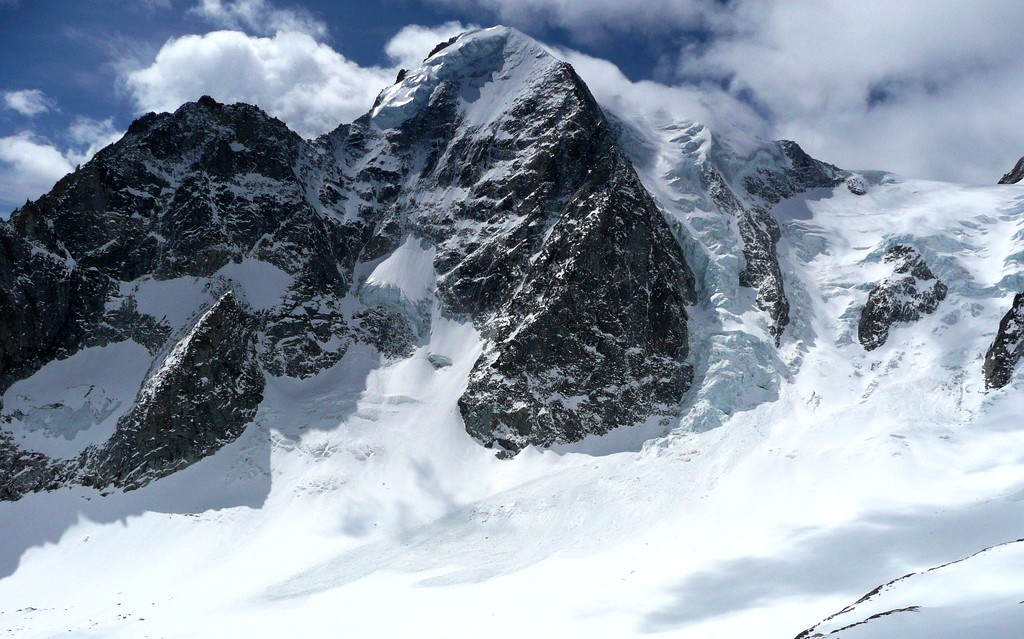

內斯特山（Nesthorn），是瑞士的山峰，位於該國南部，由瓦萊州負責管轄，處於布里格-格里斯以北，海拔高度3,822米，人類在1865年9月18日首次登上該山峰。